# Факультативний протокол до Міжнародного пакту про економічні, соціальні та культурні права
Факультати́вний протоко́л до Міжнаро́дного па́кту про економі́чні, соціа́льні та культу́рні права́ — юридично обов'язкова для держав-учасниць міжнародна угода, яка встановлює механізми подання скарг та запитів згідно з Міжнародним пактом про економічні, соціальні та культурні права.